# القادرية قيقون
القادرية قيقون قرية سورية تقع في شمال منطقة جسر الشغور في محافظة إدلب. بلغ عدد سكانها 1140 نسمة في عام 2004 حسب إحصاء المكتب المركزي للإحصاء. يعود تاريخها إلى نحو 400 هجري و تتميز بنظام توريث منصب المختار بعائلة واحدة (آل بكري) عبر الأجيال